# Дюссельдорфский скоростной трамвай
Дюссельдорфский скоростной трамвай (нем. Stadtbahn Düsseldorf) — система линий скоростного частично подземного скоростного трамвая (нем. stadtbahn) в столице федеральной земли Северный Рейн-Вестфалия — городе Дюссельдорфе. Вместе с маршрутами обычного трамвая составляет трамвайную систему г. Дюссельдорфа. Вместе с другими видами общественного транспорта трамвайная система является составной частью транспортной системы «Рейн-Рур». Оператором системы является компания Rheinbahn AG (маршрут U79 — совместно с Дуйсбургским транспортным обществом (DVG)). Кроме Дюссельдорфа, маршруты штадтбана охватывают города: Дуйсбург, Крефелд, Меербуш, Нойс, Ратинген.

## История

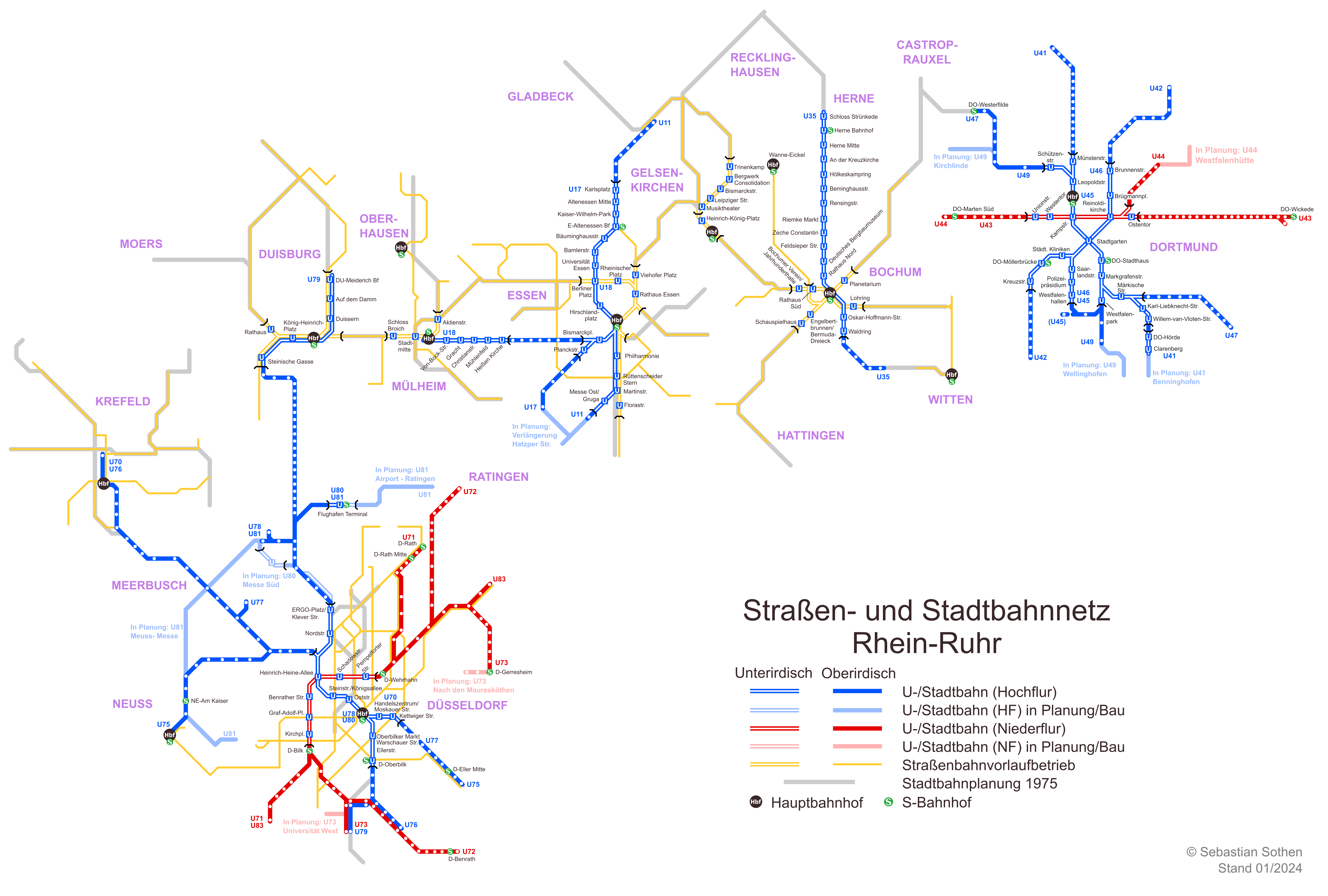
Схема скоростного рельсового транспорта Рейнско-Рурского региона

В 60-х годах XX века начал реализовываться проект связанной сети скоростного рельсового транспорта в городах Рейнско-Рурского региона. Первым в рамках этого проекта 5 октября 1967 года был открыт метротрам города Эссен. Далее были запущены метротрамы в Бохуме (1972 год), Дуйсбурге (1974 год), Дортмунде (1976 год) и Мюльхайм-ан-дер-Руре (1977 год). 4 октября 1981 года был открыт первый участок Дюссельдорфского метротрама. Это был участок от станции Kennedydamm до станции Victoriaplatz/Klever Straße, причем станции Victoriaplatz/Klever Straße, Nordstraße и перегон между ними были подземными.

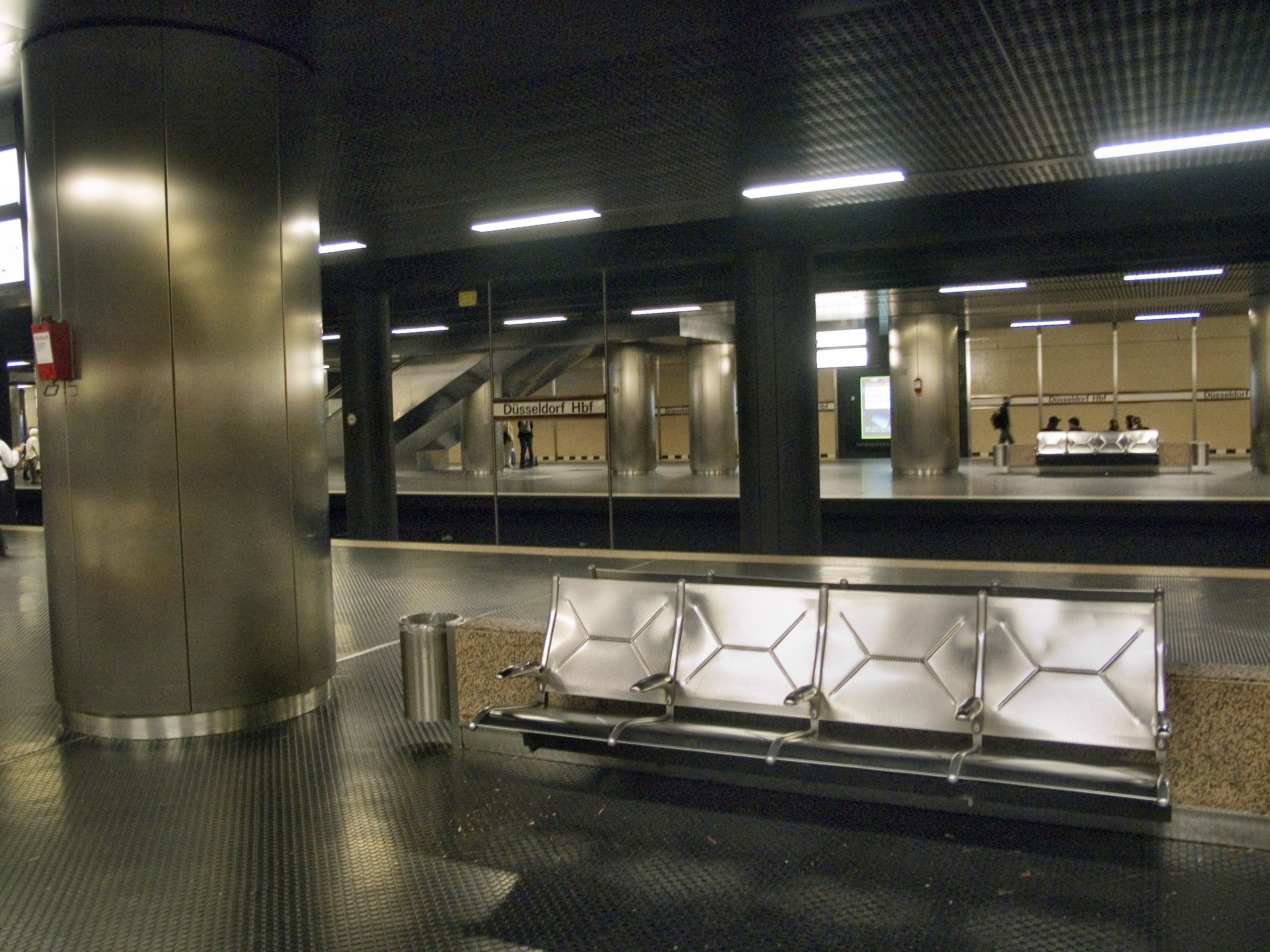
Станция Düsseldorf Hauptbahnhof

В центральной части города тоннель метротрама имеет 4 колеи. На восток от станции Düsseldorf Hauptbahnhof тоннель раздваивается — один тоннель ведет на восток в сторону района Эллер, другой на юг в сторону района Обербилк. Центральный тоннель к северу от станции Heinrich-Heine-Allee также раздваивается — один ведет на север в сторону Дуйсбурга, другой — на запад через Рейн по мосту Oberkasseler в сторону Нойса.
На сегодняшний день штадтбан Дюссельдорфа насчитывает 140 станций из которых 16 подземные. Маршрут U-79 также использует 20 станций на территории г. Дуйсбурга из которых 6 подземные, относящихся к трамвайной сети г. Дуйсбурга. Действует линейно-маршрутная система движения трамваев. Станция Heinrich-Heine-Allee является единственной пересадочной станцией, на которой пересекаются все маршруты.

### История ввода участков в эксплуатацию
| Участок        | Участок                                | Открытие         | Маршруты                          |
| -------------- | -------------------------------------- | ---------------- | --------------------------------- |
| В эксплуатации | Kennedydamm — Opernhaus                | 1981 год         | U78, U79                          |
| В эксплуатации | Heinrich-Heine-Allee — Hauptbahnhof    | 1988 год         | U70, U74, U75, U76, U77, U78, U79 |
| В эксплуатации | Hauptbahnhof — Kettwiger Straße        | 1993 год         | U75, U76                          |
| В эксплуатации | Hauptbahnhof — Kaiserslauterner Straße | 2002 год         | U74, U77, U79                     |
| В эксплуатации | Freilligrathplatz — Arena/Messe Nord   | 2004 год         | U78                               |
| В эксплуатации | Wehrhahn (S) — Bilk (S)                | 2016 год         | U71, U72, U73, U83                |
| Планируется    | Reeser Platz — Arena/Messe Nord        | пока не известно | U80                               |
| Планируется    | Schadowstraße — Spichernplatz          | пока не известно | пока не известно                  |
| Планируется    | Lörick — Arena/Messe Nord              | пока не известно | U78, U81                          |
| Планируется    | Freilligrathplatz — Flughafenbahnhof   | пока не известно | U81                               |
| Планируется    | Victoriaplatz — Reeser Platz           | пока не известно | U78, U79, (U80)                   |
| Планируется    | Franziusplatz — Hauptbahnhof           | пока не известно | пока не известно                  |
| Планируется    | Wehrhahn (S) — Schlüterstraße          | пока не известно | U71, U72, U73                     |
| Планируется    | Bilk (S) — Universitätskliniken        | пока не известно | U71, U73                          |

### История открытия тоннелей
| Дата                      | Участок                                                                                      | Длина  |
| ------------------------- | -------------------------------------------------------------------------------------------- | ------ |
| 4 октября 1981 года       | Nordstraße — Victoriaplatz/Klever Straße                                                     | 1,6 км |
| 7 мая/6 августа 1988 года | Nordstraße — Düsseldorf Hauptbahnhof и участок до Tonhalle/Ehrenhof и Оберкассельского моста | 6,2 км |
| 26 сентября 1993 года     | Düsseldorf Hauptbahnhof — Kettwiger Straße — Ronsdorfer Straße                               | 1,7 км |
| 16 июня 2002 года         | Düsseldorf Hauptbahnhof — Oberbilk S — Kaiserslauterner Straße                               | 2,1 км |
| 20 февраля 2016 года      | Wehrhahn (S) — Bilk (S)                                                                      | 3,4 км |

## Список маршрутов
| Номер маршрута | Направление маршрута                                    | Год открытия      | Длина (км) | Количество станций (подземных станций) |
| -------------- | ------------------------------------------------------- | ----------------- | ---------- | -------------------------------------- |
| U70            | Krefeld, Rheinstraße — Düsseldorf Hauptbahnhof          | 1988              | 22,4       | 17 (5)                                 |
| U71            | Heinrichstraße — Benrath, Betriebshof                   | 2016              | 10,5       | 32 (6)                                 |
| U72            | Ratingen Mitte — Volmerswerth                           | 2016              | 15,4       | 32 (6)                                 |
| U73            | D-Gerresheim (S) — Universität Ost/Botanischer Garten   | 2016              | 20,3       | 42 (6)                                 |
| U74            | Meerbusch, Görgesheide — Holthausen                     | 1994              | 21,1       | 31 (8)                                 |
| U75            | Neuss Hauptbahnhof — Eller, Vennhauser Allee            | 1993              | 15,6       | 28 (7)                                 |
| U76            | Krefeld, Rheinstraße — Handelszentrum/Moskauer Straße   | 1988              | 23         | 28 (6)                                 |
| U77            | Am Seestern — Holthausen                                | 1994              | 11,6       | 22 (8)                                 |
| U78            | Düsseldorf Hauptbahnhof — LTU Arena/Messe Nord          | 1988              | 7,6        | 15 (8)                                 |
| U79            | Universität Ost/Botanischer Garten — Duisburg-Meiderich | 1988              | 38,1       | 45 (21)                                |
| U80            | Düsseldorf Hauptbahnhof — LTU Arena/Messe-Nord          | остаётся в планах | 7,6        | 12 (8)                                 |
| U83            | Gerresheim, Krankenhaus — Benrath, Betriebshof          | 2016              | 10,5       | 35 (6)                                 |

## Перспективы развития

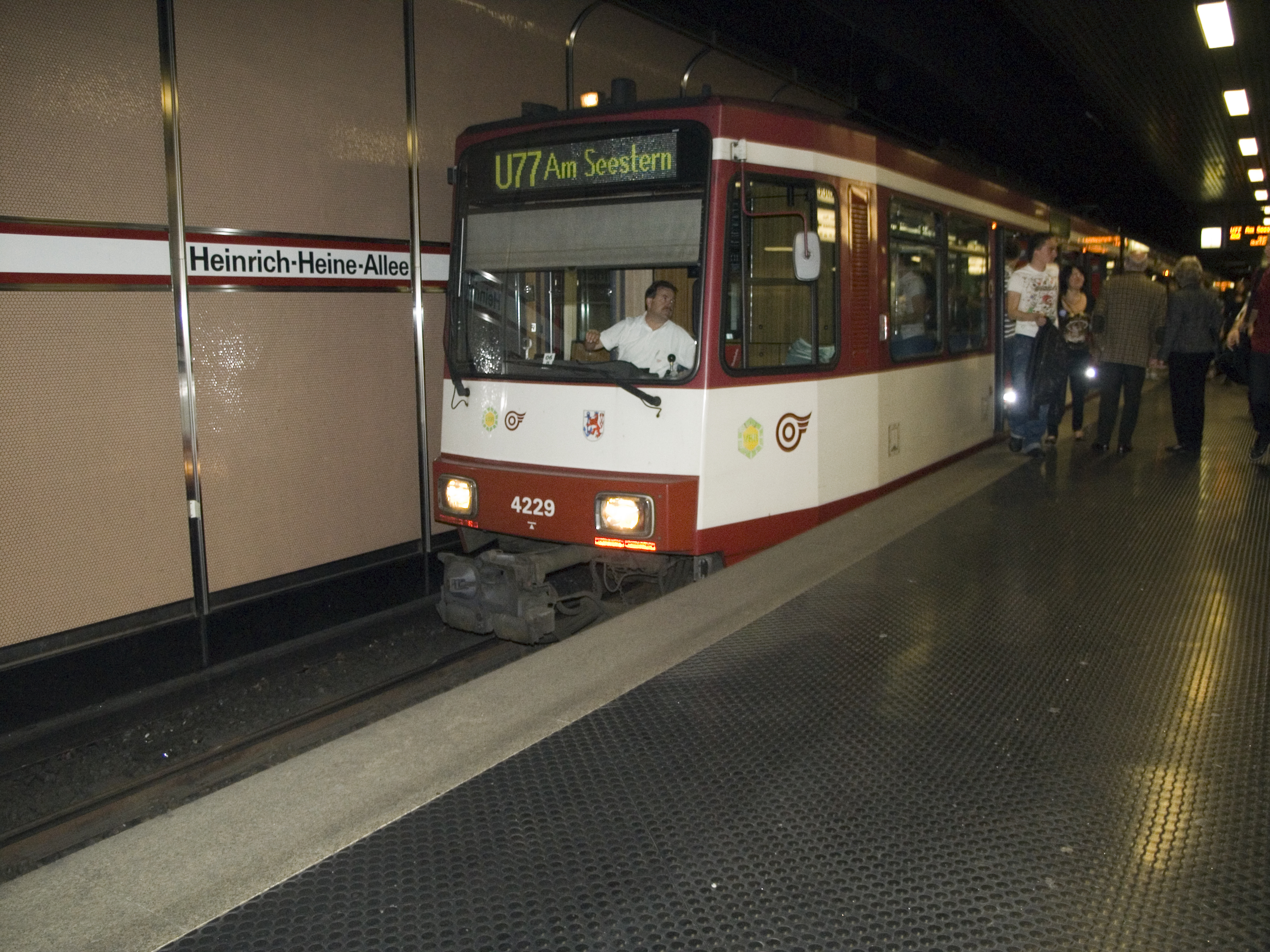
Станция Heinrich-Heine-Allee

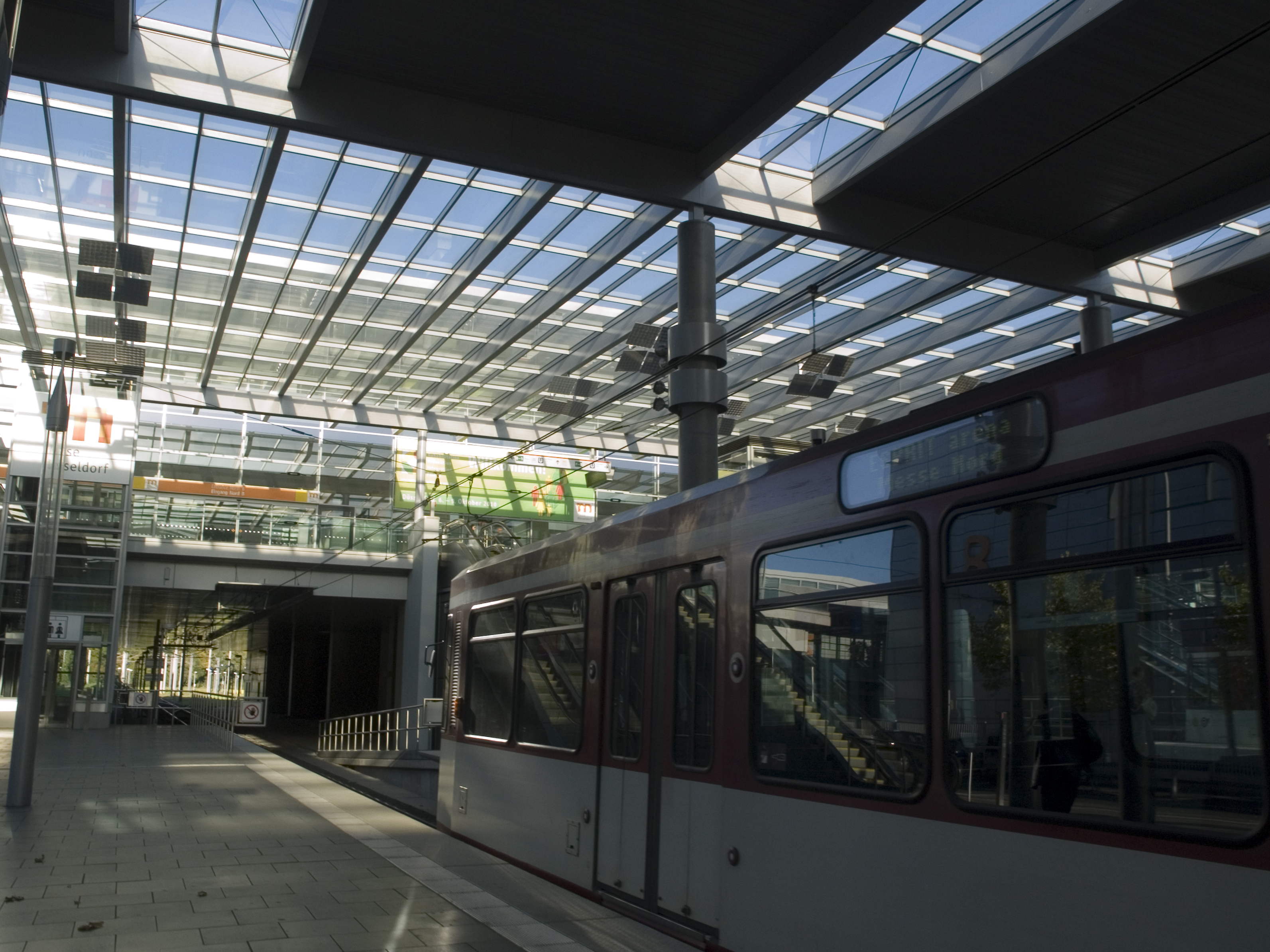
Станция LTU Arena/Messe Nord

- 1. 28 ноября 2007 года начато строительство поперечного тоннеля, так называемой линии «Wehrhahn» от железнодорожной станции Wehrhahn до железнодорожной станции Bilk (3.4 км с 6 подземными станциями). На станции Heinrich-Heine-Allee будет организован пересадочный узел. Открытие движения по этому участку состоялось 20 февраля 2016 года[4]
- 2. Дальнейшее продолжение маршрутов U71-U73 и U78-U81 пока находится в стадии проектирования, сроки реализации этих проектов неизвестны.

## Подвижной состав
Ниже представлен перечень поездов, когда-либо использовавшихся на линиях Дюссельдорфского метротрама.
| Предприятие  | Тип   | Год выпуска | Серия     | Тип посадочной платформы | Вид двери            | Табло уведомлений | Примечания |
| ------------ | ----- | ----------- | --------- | ------------------------ | -------------------- | ----------------- | --- |
| Rheinbahn AG | GT8SU | 1975        | 3101-3104 | Высокая                  | Складная             | Бегущая строка    | После списания в 2000 году эти поезда были переданы Институту пожарной охраны в Мюнстере в учебных целях                                  |
| Rheinbahn AG | GT8SU | 1973-1974   | 3201-3236 | Высокая                  | Складная             | Бегущая строка    | После реконструкции в 1981 году несколько поездов эксплуатируются по сей день. Поезд 3211 погиб во время пожара в депо Duisburg-Grunewald |
| Rheinbahn AG | NF8U  | 2006-2007   | 3301-3315 | Низкая                   | Наружная, панорамная | Матричное         | С сентября 2007 года используются первые 15 поездов, планируются для использования на новой линии Wehrhahn                                |
| Rheinbahn AG | NF8U  | 2010        | 3316-     | Низкая                   | Наружная, панорамная | Светодиодное      | 61 поезд эксплуатируется с 26 марта 2010 года                                                                                             |
| Rheinbahn AG | B80D  | 1981        | 4001-4012 | Высокая                  | Складная             | Матричное         | После аварии в 2001 году поезд серии 4001 был отправлен на разделку                                                                       |
| Rheinbahn AG | B80D  | 1988        | 4101-4104 | Высокая                  | Складная             | Матричное         | С вагоном-рестораном |
| Rheinbahn AG | B80D  | 1985-1993   | 4201-4288 | Высокая                  | Складная             | Матричное         | В поезде 4275 было установлено оранжевое светодиодное табло                                                                               |
| DVG          | B80C  | 1984        | 4701-4714 | Высокая                  | Скаладная            | Матричное         | |
| DVG          | B80C  | 1984        | 4715-4718 | Высокая                  | Складная             | Матричное         | Переделаны из вагонов-ресторанов (с тремя дверями на сторону)                                                                             |

## Интервал движения, время работы и стоимость проезда
В пределах городской черты Дюссельдорфа интервал движения на всех маршрутах составляет 10 минут. В межгородских маршрутах U79 (на Дуйсбург) и U75 (на Нойс) интервал также составляет 10 минут. На маршруте U76 (на Крефельд) интервал движения составляет 20 минут. После 20:00 интервал движения увеличивается.
Метротрам работает с 04:15 до 00:00 (в пятницу и субботу — до 02:30).
Стоимость проездных билетов:
| Билет                                 | Зона А (в пределах города) | Зона B (за пределы города) |
| ------------------------------------- | -------------------------- | -------------------------- |
| Одиночный взрослый                    | 2,30 €                     | 4,70 €                     |
| Одиночный детский (до 15 лет)         | 1,40 €                     | 1,40 €                     |
| Короткая поездка (1 остановка)        | 1,40 €                     | —                          |
| Дневной проездной на одного пассажира | 5,50 €                     | 10,90 €                    |
| Дневной проездной на 5 человек        | 12,20 €                    | 18,10 €                    |